# Costa Rica nos Jogos Pan-Americanos de 1951
A Costa Rica competiu nos Jogos Pan-Americanos de 1951 em Buenos Aires de 25 de fevereiro a 10 de março de 1951. Conquistou uma medalha de prata.

## Medalhistas
| Atleta | Esporte | Evento             | Medalha |
| --- | ------- | ------------------ | ------- |
| Costa Rica: Alberto Armijo Alex Sánchez Álvaro Murillo Carlos Alvarado Constantino Quirós Elías Valenciano Evelio Alpízar Héctor González Jorge Quesada José Luis Quesada José Manuel Retana León Alvarado Mario Cordero Miguel Zeledón Nelson Morera Rafael Campos Rafael García Raúl Jiménez Rodolfo Herrera Rodolfo Sanabria Sigifredo Alvarado Wálker Rodríguez | Futebol | Equipe - masculino | Prata   |

| Esporte | Medalha de ouro | Medalha de prata | Medalha de bronze | Total |
| Futebol | 0               | 1                | 0                 | 1     |
| Total   | 0               | 1                | 0                 | 1     |